# 경제전
경제전 또는 경제 전쟁은 다른 국가의 경제를 약화시키려는 목표로 교전 국가가 사용하는 경제 전략이다. 이는 주로 경제적 봉쇄를 통해 달성된다. 적의 농작물을 파괴하는 것은 수천 년 동안 사용되어 온 고전적인 방법이다.
군사 작전에서 경제전은 전쟁 중 또는 전쟁 이전에 공개 또는 비밀 작전, 사이버 작전, 정보 작전의 일부로 따르는 경제 정책을 반영할 수 있다. 경제전은 중요한 경제 자원의 공급을 포착하거나 통제하여 아군 군대와 정보 기관이 이를 사용할 수 있고 적군이 사용할 수 없도록 하는 것을 목표로 한다.
경제전의 개념은 적국의 군대뿐만 아니라 동원된 전쟁경제까지 포함하는 총력전에 가장 적합하다. 그러한 상황에서 적의 경제에 대한 피해는 해당 적의 전쟁 능력에 대한 피해이다. 초토화 정책은 침입하는 적의 자원을 거부할 수 있다.
경제 전쟁의 정책 및 조치에는 봉쇄, 블랙리스트 작성, 독점 구매, 보상, 적 자산 또는 공급 라인의 포획 또는 통제가 포함될 수 있다. 관세 차별, 제재, 지원 중단, 자본 자산 동결, 투자 및 기타 자본 흐름 금지, 군사적 전쟁 없이도 몰수 등의 기타 정책을 경제전이라고 부를 수 있다.

## 같이 보기
- 소모전
- 통상파괴
- 통화전쟁
- 제1차 세계 대전의 경제사
  - 제1차 세계 대전 중 국내 전선
  - 제1차 세계 대전의 외교사
- 가장순양함(Merchant raider)
- 총력전
- 전시경제